# ¿Qué?
¿Qué? (Che?) es un largometraje dirigido por el polaco Roman Polanski en 1972. Comedia surrealista y erótica, sumamente ingeniosa y original, libremente inspirada en Alicia en el país de las maravillas de Lewis Carroll, tuvo una fría acogida en Estados Unidos, aunque fue un éxito en Europa. En España, debido a la censura franquista, no se programaría en los cines hasta la época de la Transición, ello a causa de las escenas con Sydne Rome totalmente desnuda. En 2006 Filmax la lanzaría en DVD para el mercado español, en una edición sin remasterizar.

## Argumento
Mientras está viajando por Italia en autostop, Nancy, una joven estadounidense, está a punto de ser violada. Consigue escapar mediante un teleférico que la lleva directamente a la peculiar y lujosa mansión de Joseph Noblart, un hombre mayor que está agonizando. El guardia la confunde con una invitada y la instala en una de las habitaciones. Al día siguiente, Nancy descubre las curiosas costumbres de los extraños personajes que están alojados en la mansión.